# Gran Premi dels Estats Units del 2022
El Gran Premi dels Estats Units de Fórmula 1, dinovena cursa de la temporada 2022, es disputà al Circuit d'Austin, a Austin entre els dies 21 al 23 d'octubre del 2022.

## Precedents
Els pilots de proves Logan Sargeant, Théo Pourchaire, Robert Shwartzman, Àlex Palou i Antonio Giovinazzi van substituir respectivament Nicholas Latifi, Valtteri Bottas, Charles Leclerc, Daniel Ricciardo i Kevin Magnussen durant la primera sessió de entrenaments lliures.

## Qualificació
La qualificació fou realitzada el dia 22 d'octubre.
| Pos.               | Nº | Pilot            | Equip/Motor           | Part 1   | Part 2   | Part 3   | Graella |
| ------------------ | -- | ---------------- | --------------------- | -------- | -------- | -------- | ------- |
| 3                  | 55 | Carlos Sainz Jr. | Ferrari               | 1:35.297 | 1:35.590 | 1:34.356 | 1       |
| 2                  | 16 | Charles Leclerc  | Ferrari               | 1:35.795 | 1:35.246 | 1:34.421 | 121     |
| 1                  | 1  | Max Verstappen   | Red Bull-RBPT         | 1:35.864 | 1:35.294 | 1:34.448 | 2       |
| 4                  | 11 | Sergio Pérez     | Red Bull-RBPT         | 1:36.163 | 1:35.864 | 1:34.645 | 92      |
| 6                  | 44 | Lewis Hamilton   | Mercedes              | 1:36.148 | 1:35.732 | 1:34.947 | 3       |
| 8                  | 63 | George Russell   | Mercedes              | 1:36.195 | 1:35.692 | 1:34.988 | 4       |
| 19                 | 18 | Lance Stroll     | Aston Martin-Mercedes | 1:36.860 | 1:36.032 | 1:35.598 | 5       |
| 10                 | 4  | Lando Norris     | McLaren-Mercedes      | 1:36.465 | 1:36.341 | 1:35.690 | 6       |
| 7                  | 14 | Fernando Alonso  | Alpine-Renault        | 1:36.446 | 1:35.988 | 1:35.876 | 142     |
| 12                 | 77 | Valtteri Bottas  | Alfa Romeo-Ferrari    | 1:36.746 | 1:36.321 | 1:36.319 | 7       |
| 16                 | 23 | Alexander Albon  | Williams-Mercedes     | 1:36.932 | 1:36.368 |          | 8       |
| 9                  | 5  | Sebastian Vettel | Aston Martin-Mercedes | 1:36.695 | 1:36.398 |          | 10      |
| 17                 | 10 | Pierre Gasly     | AlphaTauri-RBPT       | 1:36.577 | 1:36.740 |          | 11      |
| 14                 | 24 | Guanyu Zhou      | Alfa Romeo-Ferrari    | 1:36.656 | 1:36.970 |          | 182     |
| 13                 | 22 | Yuki Tsunoda     | AlphaTauri-RBPT       | 1:36.808 | 1:37.147 |          | 193     |
| 18                 | 20 | Kevin Magnussen  | Haas-Ferrari          | 1:36.949 |          |          | 13      |
| 11                 | 3  | Daniel Ricciardo | McLaren-Mercedes      | 1:37.046 |          |          | 15      |
| 5                  | 31 | Esteban Ocon     | Alpine-Renault        | 1:37.068 |          |          | PL4     |
| 15                 | 47 | Mick Schumacher  | Haas-Ferrari          | 1:37.111 |          |          | 16      |
| 20                 | 6  | Nicholas Latifi  | Williams-Mercedes     | 1:37.244 |          |          | 17      |
| 107%Temps:1:41.968 |    |                  |                       |          |          |          |         |
| Font:              |    |                  |                       |          |          |          |         |

Notes
- ^1  – Charles Leclerc va ser penalitzat en deu llocs a la graella de sortida per instal·lar nous components al seu cotxe.
- ^2  – Sergio Pérez, Fernando Alonso i Guanyu Zhou van ser penalitzats en cinc llocs a la graella de sortida per instal·lar nous components als seus respectives cotxes.
- ^3  – Yuki Tsunoda va ser penalitzat en cinc llocs a la graella de sortida per canviar la caixa de canvis del seu cotxe.
- ^4  – Esteban Ocon va sortir del pitlane per instal·lar nous components al seu cotxe.

## Resultats de la cursa
La cursa fou realitzada el dia 23 d'octubre.
| Pos.                                                                 | Nº | Pilot            | Equip/Motor           | Voltes | Temps/Retirada | Graella | Punts |
| -------------------------------------------------------------------- | -- | ---------------- | --------------------- | ------ | -------------- | ------- | ----- |
| 1                                                                    | 1  | Max Verstappen   | Red Bull-RBPT         | 56     | 1:42:11.687    | 2       | 25    |
| 2                                                                    | 44 | Lewis Hamilton   | Mercedes              | 56     | +5.023         | 3       | 18    |
| 3                                                                    | 16 | Charles Leclerc  | Ferrari               | 56     | +7.501         | 12      | 15    |
| 4                                                                    | 11 | Sergio Pérez     | Red Bull-RBPT         | 56     | +8.293         | 9       | 12    |
| 5                                                                    | 63 | George Russell   | Mercedes              | 56     | +44.815        | 4       | 111   |
| 6                                                                    | 4  | Lando Norris     | McLaren-Mercedes      | 56     | +53.785        | 6       | 8     |
| 7                                                                    | 14 | Fernando Alonso  | Alpine-Renault        | 56     | +55.078        | 14      | 6     |
| 8                                                                    | 5  | Sebastian Vettel | Aston Martin-Mercedes | 56     | +1:05.354      | 10      | 4     |
| 9                                                                    | 20 | Kevin Magnussen  | Haas-Ferrari          | 56     | +1:05.834      | 13      | 2     |
| 10                                                                   | 22 | Yuki Tsunoda     | AlphaTauri-RBPT       | 56     | +1:10.919      | 19      | 1     |
| 11                                                                   | 31 | Esteban Ocon     | Alpine-Renault        | 56     | +1:12.875      | PL      |       |
| 12                                                                   | 23 | Alexander Albon  | Williams-Mercedes     | 56     | +1:15.075      | 8       |       |
| 13                                                                   | 24 | Guanyu Zhou      | Alfa Romeo-Ferrari    | 56     | +1:16.164      | 18      |       |
| 14                                                                   | 10 | Pierre Gasly     | AlphaTauri-RBPT       | 56     | +1:21.7632     | 11      |       |
| 15                                                                   | 47 | Mick Schumacher  | Haas-Ferrari          | 56     | +1:24.4903     | 16      |       |
| 16                                                                   | 3  | Daniel Ricciardo | McLaren-Mercedes      | 56     | +1:30.487      | 15      |       |
| 17                                                                   | 6  | Nicholas Latifi  | Williams-Mercedes     | 56     | +1:43.5884     | 17      |       |
| Ret                                                                  | 18 | Lance Stroll     | Aston Martin-Mercedes | 21     | Col·lisió      | 5       |       |
| Ret                                                                  | 77 | Valtteri Bottas  | Alfa Romeo-Ferrari    | 16     | Motor          | 7       |       |
| Ret                                                                  | 55 | Carlos Sainz Jr. | Ferrari               | 0      | Col·lisió      | 1       |       |
| Volta ràpida: — George Russell (Mercedes) – 1:38.788 (a la volta 56) |    |                  |                       |        |                |         |       |
| Font:                                                                |    |                  |                       |        |                |         |       |

Notes
- ^1  – Inclòs punt extra per volta ràpida.
- ^2  – Pierre Gasly va finalitzar en onzé, però va ser penalitzat en deu segons per no complir una sanció després d'una infracció amb la interlocutòria de seguretat. Amb això, va finalitzar en 14è lloc.
- ^3  – Mick Schumacher va ser penalitzat en cinc segons al seu temps final per excedir els límits de la pista.
- ^4  – Nicholas Latifi va ser penalitzat en cinc segons per forçar Schumacher a sortir de la pista.
- En aquesta cursa, l'equip austríaca Red Bull Racing torna a ser campió del món de constructors després de nou anys.

## Classificació després de la cursa
| Pos. | Pilot            | Punts | Canvis |
| ---- | ---------------- | ----- | ------ |
| 1    | Max Verstappen   | 391   | =      |
| 2    | Charles Leclerc  | 267   | 1      |
| 3    | Sergio Pérez     | 265   | 1      |
| 4    | George Russell   | 218   | =      |
| 5    | Carlos Sainz Jr. | 202   | =      |

| Pos. | Constructor      | Punts | Canvis |
| ---- | ---------------- | ----- | ------ |
| 1    | Red Bull-Honda   | 656   | =      |
| 2    | Ferrari          | 469   | =      |
| 3    | Mercedes         | 416   | =      |
| 4    | Alpine-Renault   | 149   | =      |
| 5    | McLaren-Mercedes | 138   | =      |